# Endomychus nigriceps
Endomychus nigriceps es una especie de coleóptero de la familia Endomychidae.

## Distribución geográfica
Habita en la isla de Formosa.